# Elaphoglossum dissimile
Elaphoglossum dissimile là một loài thực vật có mạch trong họ Lomariopsidaceae. Loài này được (Kunze) T. Moore mô tả khoa học đầu tiên năm 1857.